# Nélson Marcos
Nélson Augusto Tomar Marcos nasceu em Portugal, em Faro em 10 de junho de 1983, é um jogador de futebol Português, e joga no AEK Larnaca, do Chipre.

## Carreira
Nélson começou  a jogar em Portugal Vilanovense tendo passado depois pelo Salgueiros e Boavista, onde se destacou. A sua passagem pelo Boavista deu-lhe maior visibilidade acabando por ser considerado um dos mais promissores laterais portugueses.
Em 2005 foi contratado pelo Benfica onde se tem afirmado na posição de lateral direito, apesar de poder desempenhar iguais funções na lateral esquerda assim como a médio direito. A sua polivalência valeu-lhe presenças constantes nas convocatórias do Benfica, culminando em grandes exibições realizadas em jogos contra o Manchester United e Liverpool na época 2006/2007 na Liga dos Campeões da UEFA.
No início da época 2008/2009 assinou pelo Real Betis Balompié do Campeonato Espanhol de Futebol, por cinco temporadas numa transferência avaliada em 5 milhões de euros.